# Luis Góngora
Luis Góngora y Joanicó (también en catalán y menos común Lluís Góngora i Joanicó) (San Gervasio de Cassolas, 6 de octubre de 1834 - Barcelona, 8 de mayo de 1901) fue un médico, forense, académico y ateneísta español, primer presidente de la Academia de Ciencias Médicas (más tarde Academia de Ciencias Médicas de Cataluña y Baleares).

## Biografía
Licenciado en medicina en 1856 por la Universidad Central de Madrid, trabajó en distintos lugares como médico de sanidad militar. Fue en Andalucía donde se estableció durante varios años, siendo forense en Andujar y desarrollando sus primeros trabajos como director de balneario en el jienense de Marmolejo (1866-1873). Obtuvo el doctorado por la Universidad de Sevilla y dio clases en la Escuela Libre de Medicina y Cirugía de Sevilla fundada por Federico Rubio. Fue miembro de la Sociedad Antropológica de Sevilla, de la que llegó a ser su presidente.
Después volvió a Cataluña al aceptar la dirección del balneario de La Puda de Montserrat, en Esparreguera; se especializó en los tratamientos con aguas termales y minero-medicinales, muy en boga en la época, así como en las enfermedades del aparato respiratorio. Su preocupación por la higiene y la salud pública le motivaron para unirse con otros colegas de profesión (como Jaume Pi i Sunyer, Joaquín Bonet y Amigó o Agustí Prió), con los que participó en la fundación de la Academia de Ciencias Médicas, en la actualidad Academia de Ciencias Médicas de Cataluña y Baleares, de la que fue su primer presidente, además de impartir conferencias y seminarios para la mejora de la higiene. Ingresó en 1891 en la Real Academia de Medicina de Cataluña, donde fue muy activo, así como en el Ateneo Barcelonés, que presidió. 
Cofundó la Sociedad Española de Hidrología Médica, fundó y dirigió la revista La Época Médica, publicó el Tratado Terapéutico de Aguas Minerales (que tradujo además al francés) y tradujo al español obras médicas de diversos autores alemanes, como el Tratado de Patología Interna y Terapéutica. Finalmente, fue autor de diversos manuales sobre medicina.